# 沃莫尔
沃莫尔（法語：Vaumort，法語發音：[vomɔʁ]）是法国勃艮第-弗朗什-孔泰大区约讷省的一个市镇，属于桑斯区。

## 地理
沃莫尔（48°9'17"N, 3°26'21"E）面积14.52 平方千米，位于法国勃艮第-弗朗什-孔泰大區约讷省，该省份为法国中北部内陆省份，西接卢瓦雷省，西北接塞纳-马恩省，南至涅夫勒省，东临科多尔省，东北与奥布省接壤。
与沃莫尔接壤的市镇（或旧市镇、城区）包括：莱博尔德、瑟里谢、迪蒙、诺埃、莱瓦莱德拉瓦讷。

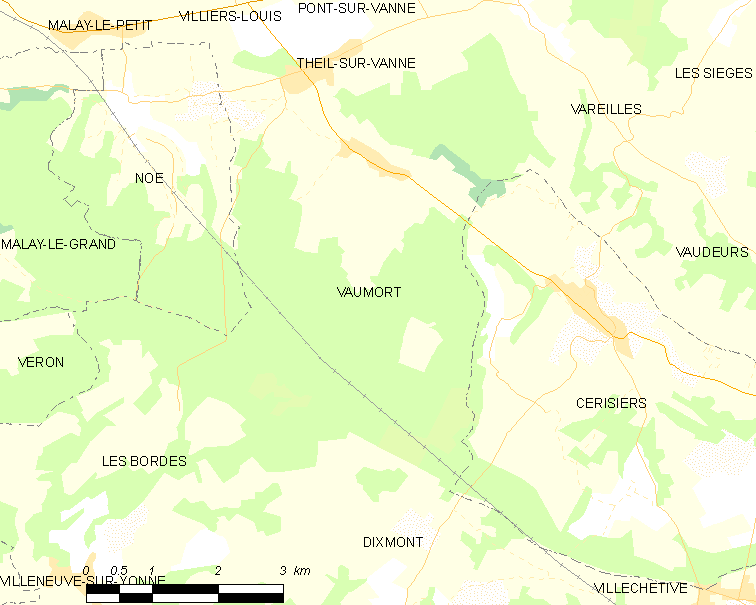
沃莫尔的OSM定位图

沃莫尔的时区为UTC+01:00、UTC+02:00（夏令时）。

## 行政
沃莫尔的邮政编码为89320，INSEE市镇编码为89434。

## 政治
沃莫尔所属的省级选区为阿尔芒松河畔布列农县。

## 人口

1962-2008年间沃莫尔人口变化图示

沃莫尔于2022年1月1日时的人口数量为345人。